# Церковь Мастугг
Церковь Мастугг в районе Стигбергет — яркая достопримечательность и самый выразительный памятник национального романтизма в городе Гётеборг, Королевство Швеция. Расположенное на вершине скалистого холма, здание является не только архитектурной доминантой района, но и важным морским ориентиром.
Решение о постройке новой церкви для общины района было принято в 1906 году. Городской совет Гётеборга определил, что здание на 1200 мест должно быть достойным для храма, устойчивым к ветрам и непогоде, но при этом простым по конструкции, что позволило бы ограничить затраты. По итогам конкурса был выбран проект местного архитектора Зигфрида Эриксона. Эксперты отметили удачную планировку церкви и то, что она хорошо вписывается в прилегающую местность и застройку.
Строительство церкви началось в 1910 году и было завершено открытием храма 11 октября 1914 года.
Здание церкви красного кирпича на фундаменте из серого природного камня построено в стиле национального романтизма. Кладка сделана из кирпича необычно большого размера — 10х15х30 сантиметров. Объём церкви трёхнефный, с трансептом; главный вход расположен на северной боковой стене нефа. Квадратная в плане башня высотой 60 метров, увенчана шаром и крестом с флюгером в форме петуха. Кровля церкви черепичная, на бетонных перекрытиях, потолок деревянный; башня же покрыта медными листами.
Запрестольный образ церкви Мастугг, созданный скульптором Ниннан Сантессон, представляет собой триптих, в центре которого вознесение Христово, слева — моление в Гефсиманском саду, справа — смерть Иисуса на Кресте. Церковь имеет два колокола весом 3200 и 2000 килограммов, отлитые в 1914 году. Вместимость церкви — 1050 человек, в том числе 250 — на хорах.